# Vateria indica

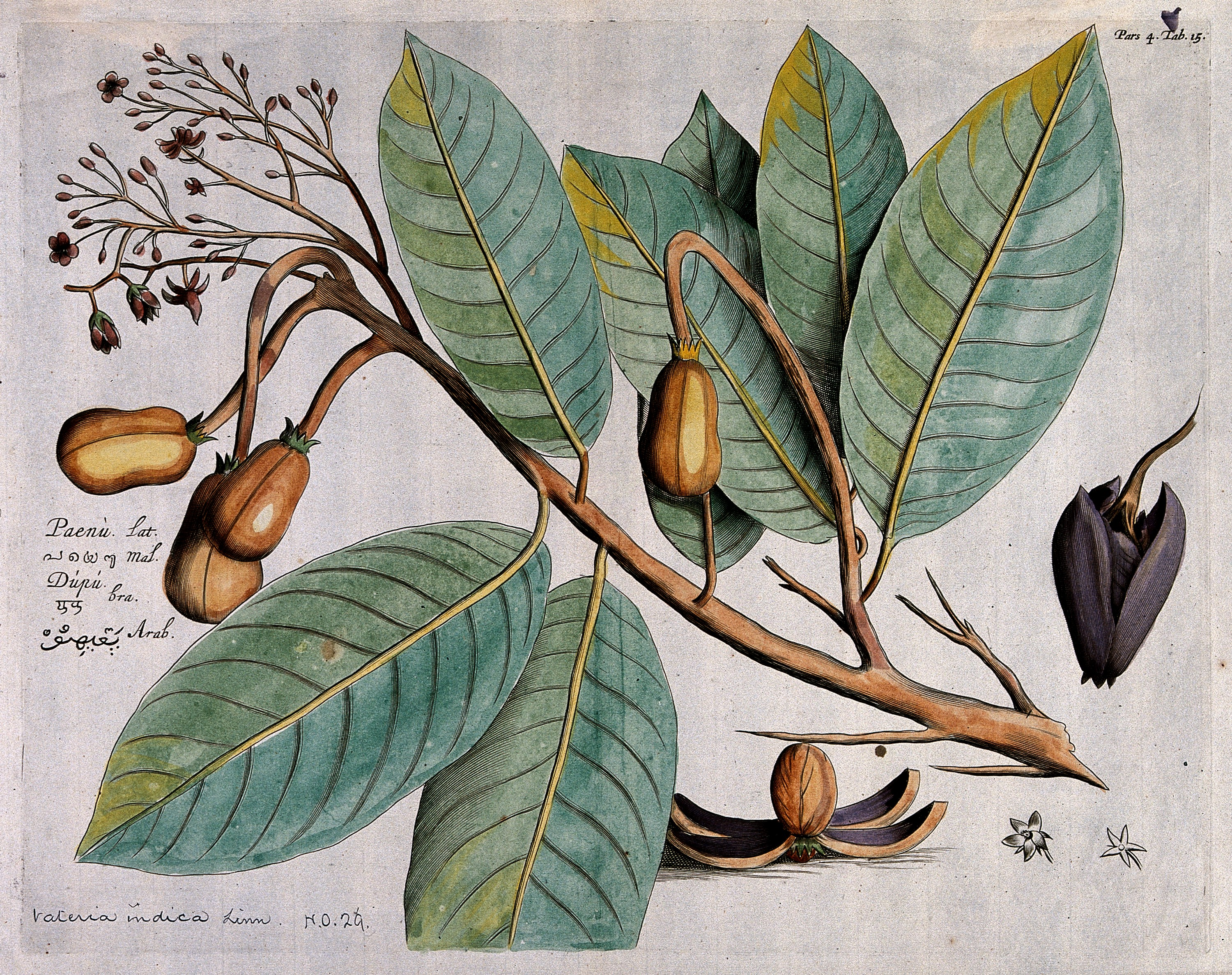
Kolorierter Kupferstich aus dem vierten Band des Hortus Malabaricus (Tafel 15) von 1683

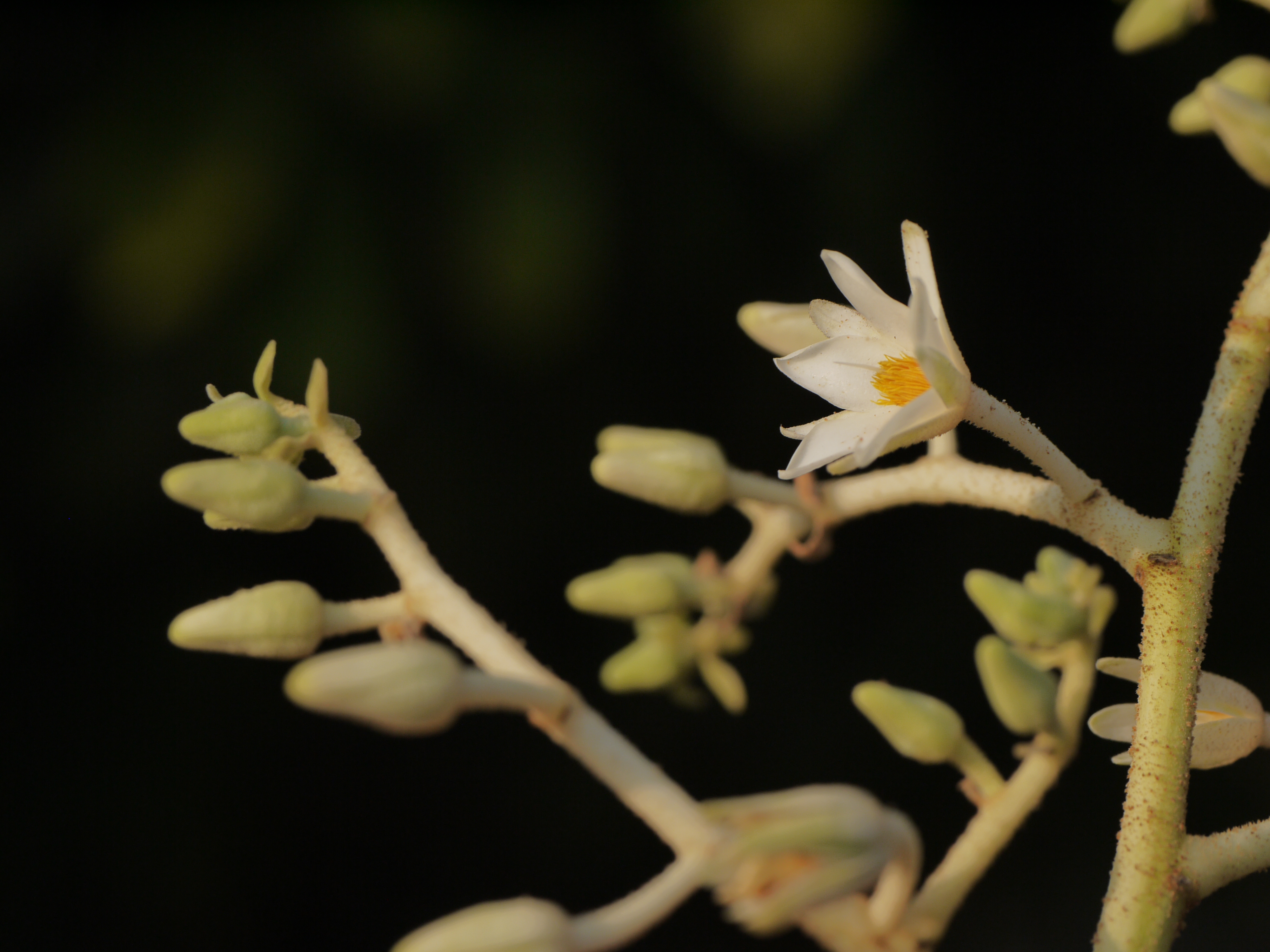
Blüte

Vateria indica oder Weißer Dammar, Indischer Copalbaum, Piney, Dhupa und Talg- oder Firnissbaum, ist ein großer Baum aus Indien aus der Familie der Flügelfruchtgewächse. Er gilt als stark gefährdet.

## Beschreibung
Vateria indica wächst als immergrüner Baum und erreicht Wuchshöhen von 40 bis zu 60 Meter. Der Stammdurchmesser kann bis zu 1,4 Meter betragen. Die flockige Borke ist gräulich und glatt. Der Baum liefert ein Dammar-Harz.
Die kurz gestielten, kahlen und ledrigen Blätter sind wechselständig und spiralig angeordnet. Die eiförmigen bis verkehrt-eiförmigen oder elliptischen, lanzettlichen Blätter sind bis 27 Zentimeter lang mit ganzem Rand. Sie sind abgerundet bis spitz, bespitzt oder eingebuchtet. Der Spreitengrund ist teils leicht herzförmig oder abgerundet bis spitz. Die Blattstiele sind am Spreitenansatz angeschwollen. Die jungen Blätter sind rötlich mit hellgrüner Nervatur. Die Nebenblätter sind abfallend.
Es werden achselständige und fein behaarte Rispen an den Zweigenden gebildet. Die zwittrigen, duftenden, gestielten und fünfzähligen, gestielten Blüten mit doppelter Blütenhülle sind weiß. Die fünf eiförmigen bis eilanzettlichen Kelchblätter sind außen feinhaarig, hellbraun und innen weiß. Die fünf Kronblätter sind elliptisch bis eiförmig und weiß. Der filzige, dreikammerige und kegelige Fruchtknoten ist oberständig mit einem langen, schlanken Griffel mit schmaler Narbe. Es sind bis zu 40–50 Staubblätter mit kurzen Staubfäden und länglichen Antheren mit spitzen Fortsätzen vorhanden.
Es werden einsamige, bräunliche, fein strukturierte, ledrige und fleischige, bis über 6,5 Zentimeter lange, eiförmige oder verkehrt-eiförmige bis ellipsoide und gelappte, dreiklappige Kapseln mit beständigem, zurückgelegtem Kelch gebildet. Die großen Samen sind rötlich-weiß, grünlich.

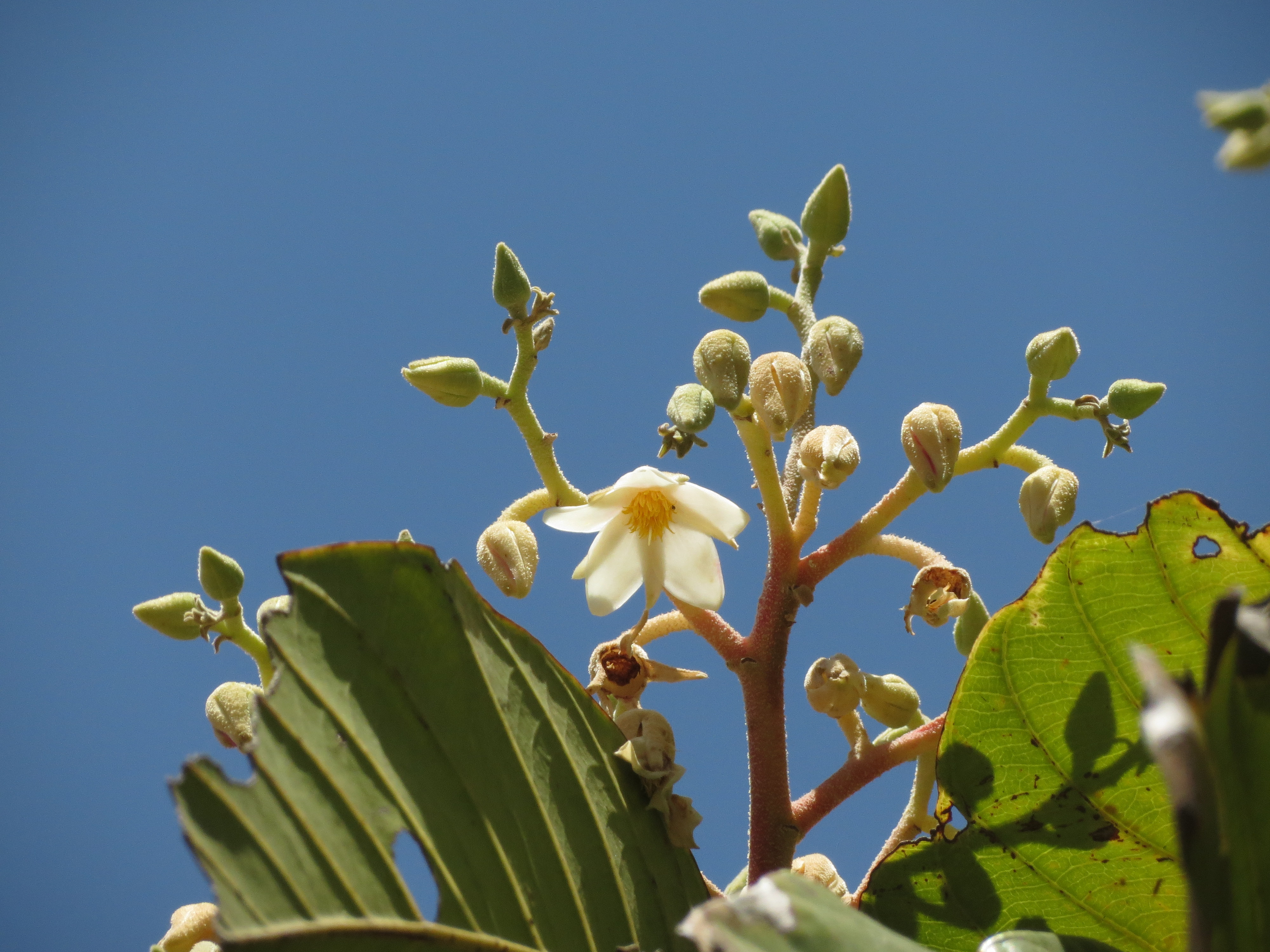
Blütenstand von Vateria indica
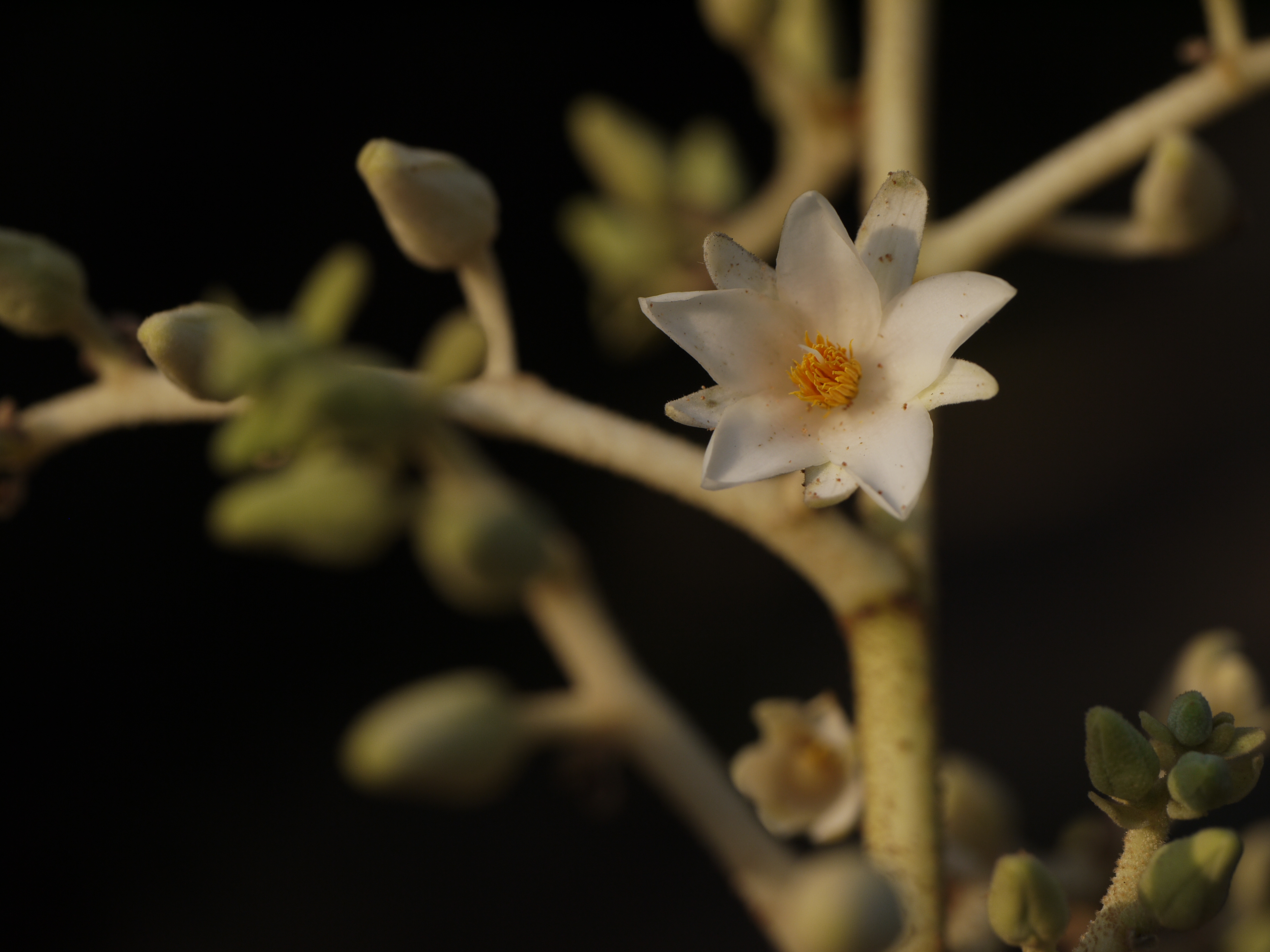
Blüte
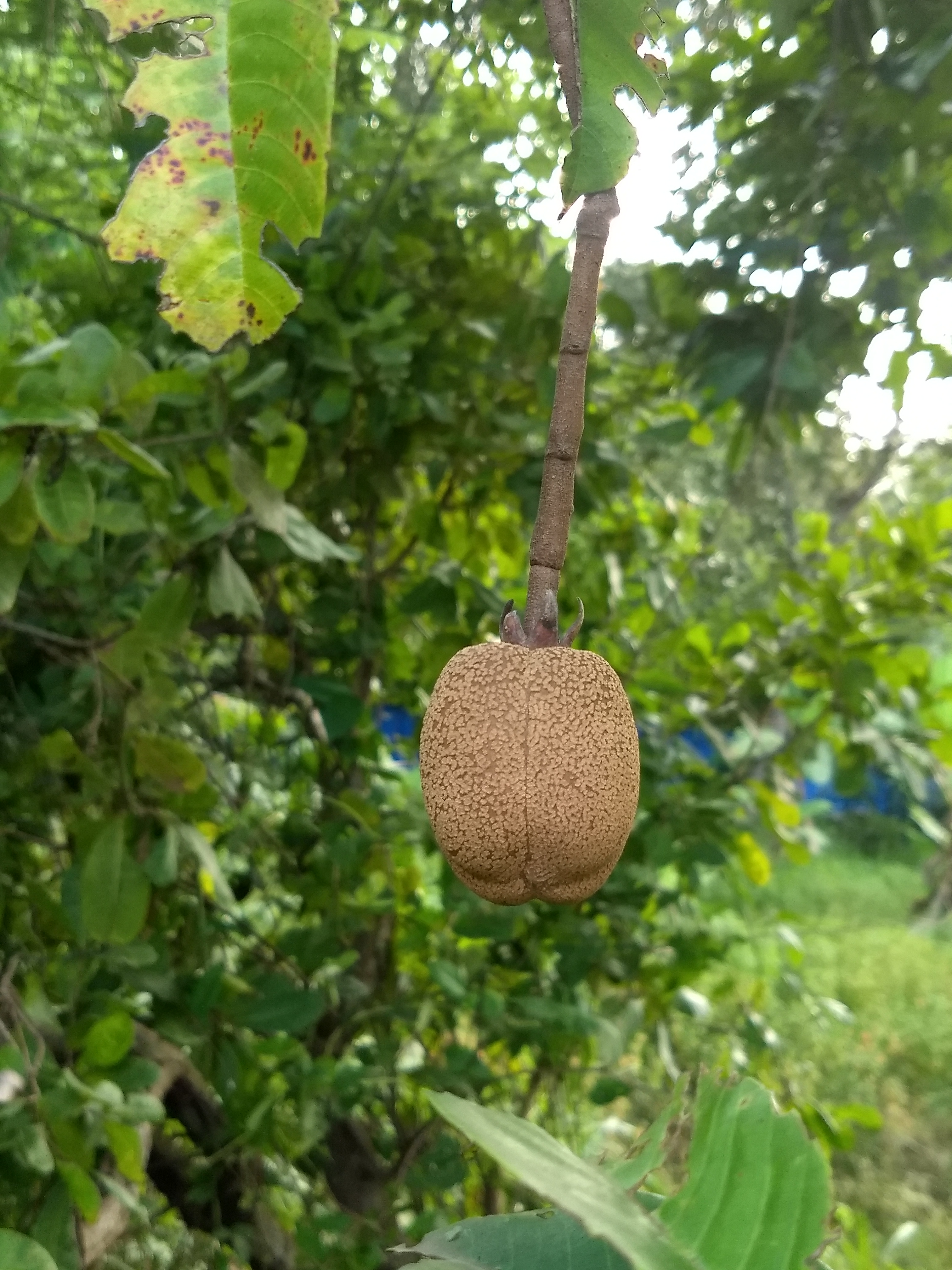
Kapselfrucht von Vateria indica
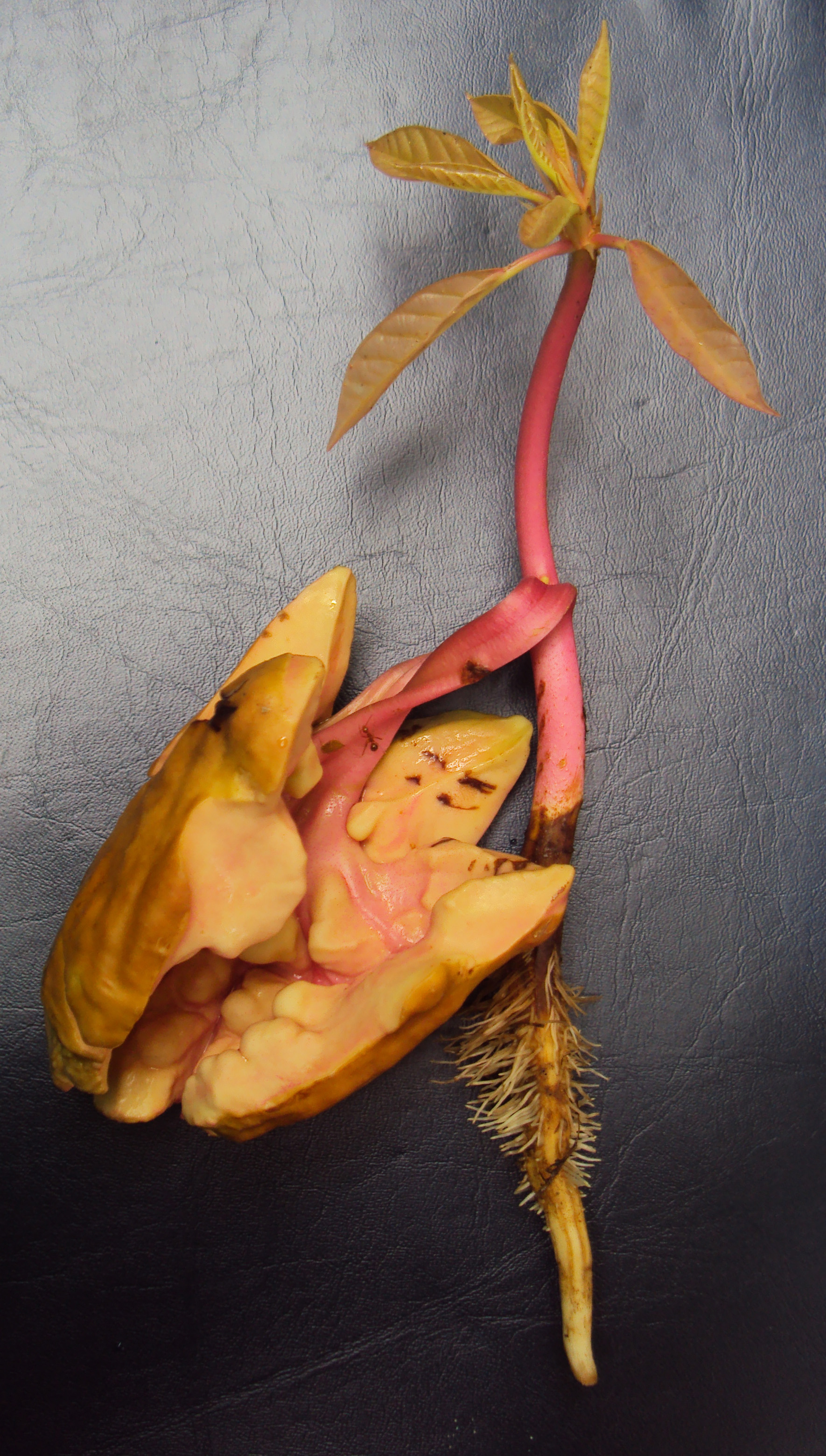
Keimling von Vateria indica

## Vorkommen
Vateria indica kommt in Indien bis in Höhenlagen von 1200 Metern vor.

## Verwendung
Das aus dem Baum gewonnene Dammar wird als Weißer Dammar, Pineyharz oder Indischer Copal und Dupha bezeichnet.
Aus den Samen (Butterbohnen) wird ein Fett gewonnen; Malabar-, Pineytalg, Dhupafett, -butter, -öl, Vateriafett, -öl.
Die Rinde und die Früchte sind tanninhaltig.